# Pontours
Pontours är en kommun i departementet Dordogne i regionen Nouvelle-Aquitaine i sydvästra Frankrike. Kommunen ligger i kantonen Le Buisson-de-Cadouin som tillhör arrondissementet Bergerac. År 2022 hade Pontours 208 invånare.

## Befolkningsutveckling
Antalet invånare i kommunen Pontours
Referens:INSEE